# Urechinus
Urechinus is een geslacht van zee-egels, en het typegeslacht van de familie Urechinidae.

## Soorten
- Urechinus antipodeanus McKnight, 1974
- Urechinus naresianus A. Agassiz, 1879
- Urechinus reticulatus H.L. Clark, 1913